# Igreja da Santíssima Trindade (Antártica)

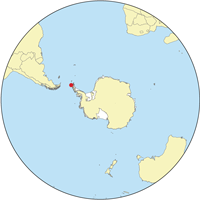
Localização da Ilha do Rei George

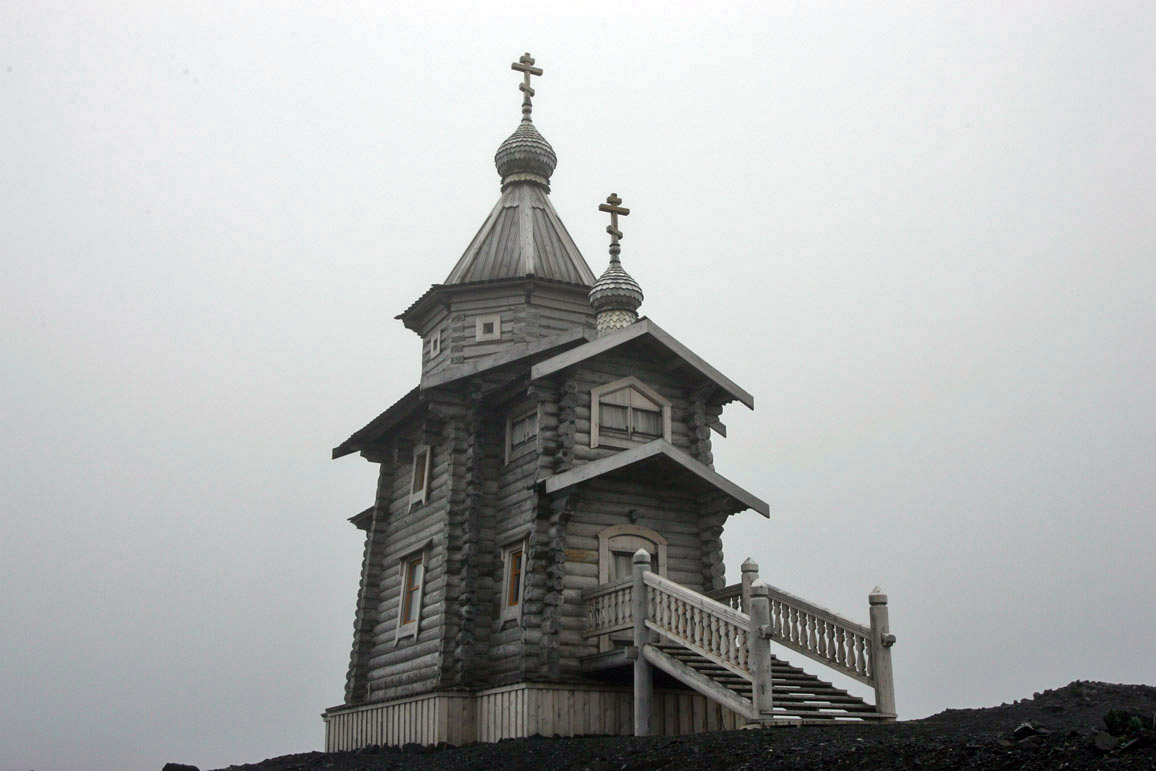
Vista da Igreja da Trindade, 2005.

Ilha do Rei Jorge

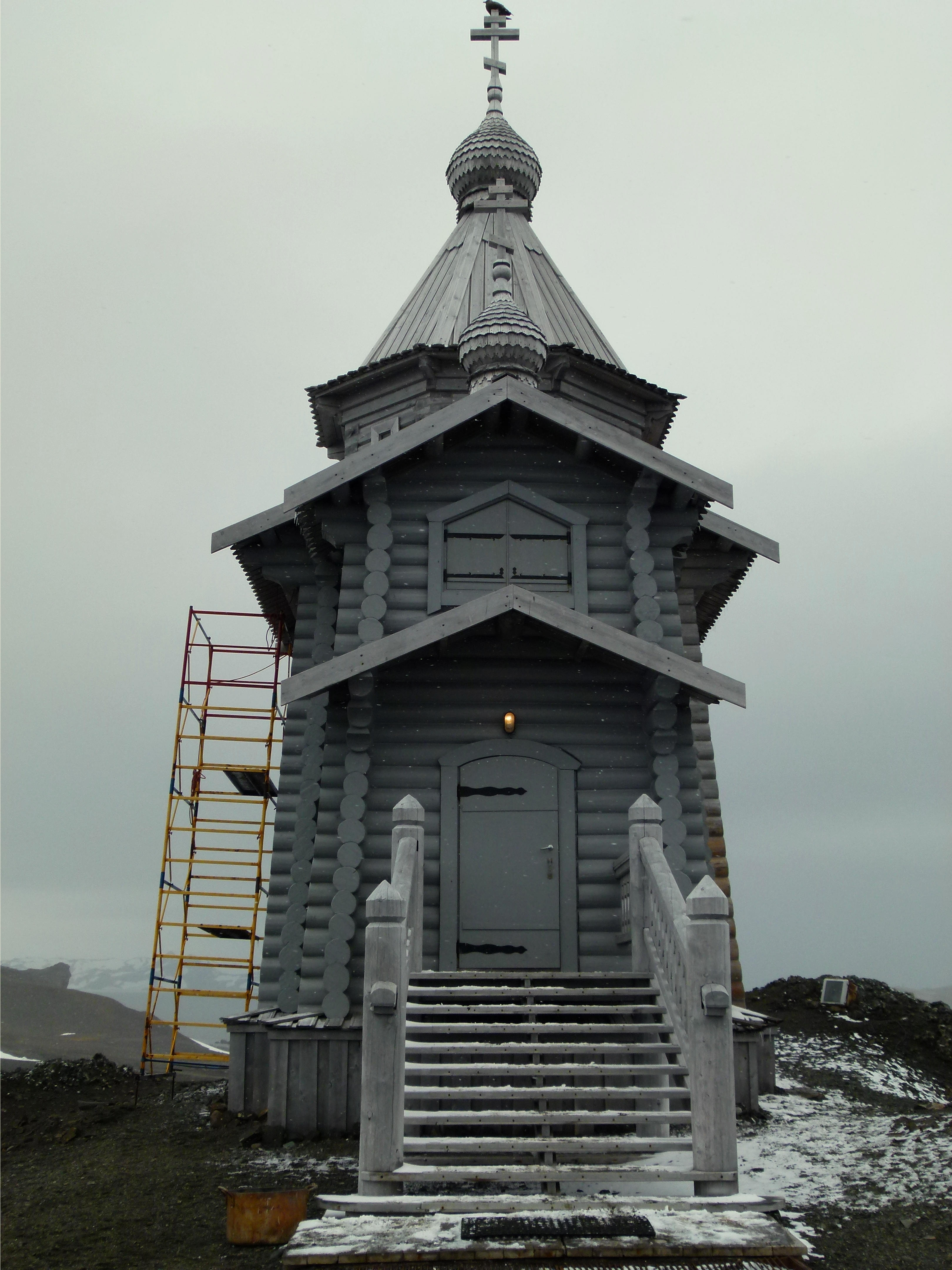
Exterior da igreja, 2011.

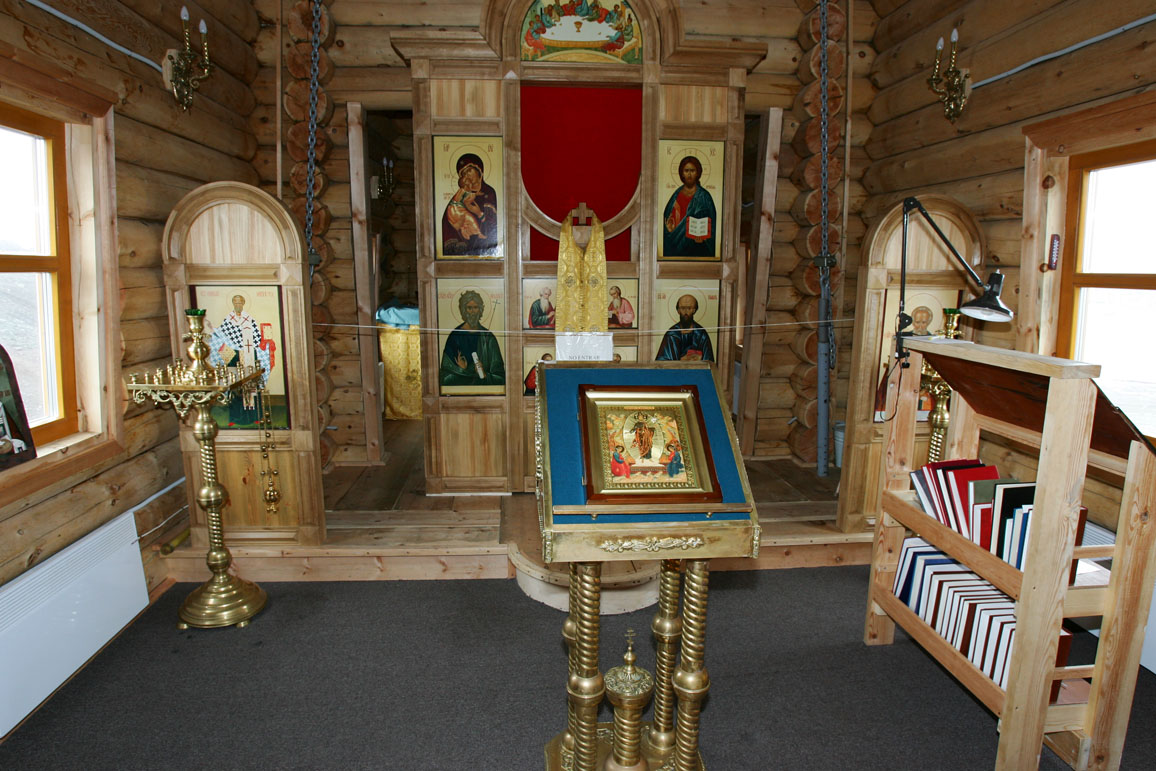
Interior, 2005

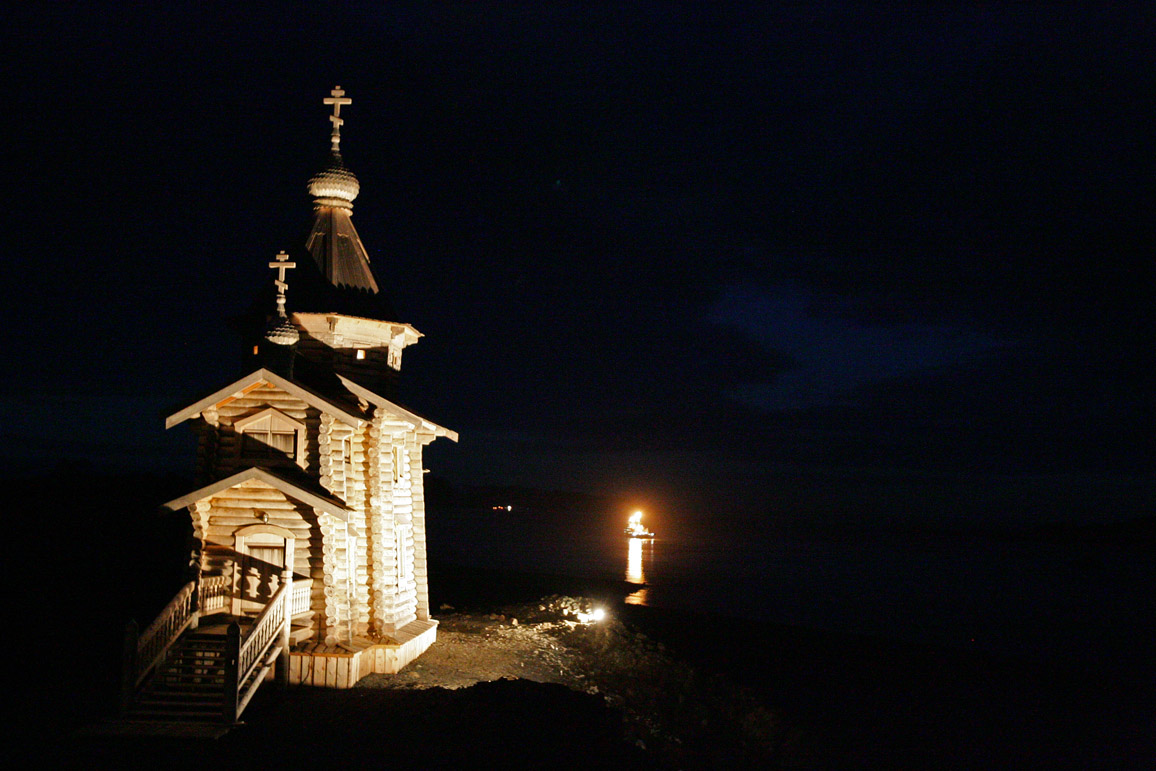
Uma visão da Igreja da Trindade à noite, 2005.

Igreja da Santíssima Trindade (em russo:  Церковь Святой Троицы) é uma pequena igreja ortodoxa russa na Ilha do Rei Jorge perto da Estação Bellingshausen, uma estação de pesquisa russa na Antártica. É uma das oito igrejas da Antártica e a igreja ortodoxa mais ao sul do mundo.

## História
O ambicioso projeto de estabelecer uma igreja ou mosteiro permanente na Antártica se materializou pela primeira vez durante a década de 1990. Uma instituição de caridade chamada "Templo para a Antártida" (Храм — Антарктиде) foi aprovada pelo Patriarca Aleixo II e recebeu doações de toda a Rússia. Foi organizado um concurso para o projeto que foi ganho pelos arquitetos de Barnaul PI Anisifirov, SG Rybak e AB Schmidt. A iconóstase da igreja foi feita por pintores da cidade Palekh, Rússia. A igreja foi consagrada em 15 de fevereiro de 2004 por Theognost (Феогност), o bispo de Sergiev Posad e abade do Mosteiro da Trindade de São Sérgio, que visitou a Antártica para esta ocasião, junto com vários outros clérigos, peregrinos, e patrocinadores.

## Estrutura
A igreja é uma estrutura de madeira de 15 metros de altura construída em estilo tradicional russo. Pode acomodar até 30 fiéis. A estrutura foi construída com pinho siberiano por carpinteiros altaicos liderados por KV Khromov, depois desmontada, levada de caminhão para Kaliningrado e enviada para a Ilha do Rei Jorge pelo navio de abastecimento russo Academician Vavilov. Foi montado em terreno elevado perto da praia pela equipe da estação de Bellingshausen, sob a supervisão geral do padre Kallistrat (Romanenko), de 30 anos, que se tornaria o primeiro padre da igreja. Kallistrat, um hieromonge do Mosteiro da Trindade de São Sérgio, já havia servido no mosteiro da Ilha Anzer, no arquipélago subártico de Solovki.

## Clero
A igreja é mantida durante todo o ano por um ou dois padres ortodoxos, que são hieromonges do Mosteiro da Trindade-São Sérgio que se voluntariaram para a missão na Antártida. Da mesma forma que os membros da maioria das estações antárticas durante todo o ano, os padres são alternados anualmente pelo mosteiro; no entanto, vários deles, incluindo o padre Kallistrat, optaram por voltar à Ilha do Rei Jorge para outra missão de um ano após um ou dois anos no continente.
Entre as tarefas dos padres está rezar pelas almas dos 64 russos que morreram em expedições à Antártida e atender às necessidades espirituais dos membros da Estação Bellingshausen e de outras estações próximas. Além dos pesquisadores polares russos, a igreja é frequentemente visitada por seus colegas das estações de pesquisa chilenas, polonesas, coreanas e outras próximas, bem como por turistas. Para o benefício dos visitantes latino-americanos, alguns serviços religiosos são realizados em espanhol.
Ocasionalmente, o padre batiza novos adeptos do cristianismo no Oceano Antártico. Em 29 de janeiro de 2007, o padre da igreja celebrou o primeiro casamento religioso na Antártica. O marido, Eduardo Aliaga Ilabaca, é funcionário de uma base antártica chilena, que se filiou à Igreja Ortodoxa logo após a inauguração do templo antártico; sua esposa, Angelina Zhuldybina, é russa.
Em 2016, o Patriarca Cirilo visitou a igreja.
Os padres também auxiliam na manutenção geral da estação de Bellingshausen.